# FC Rosengård 1917
Der FC Rosengård 1917 ist ein schwedischer Sportverein aus dem Malmöer Stadtbezirk Öster, in dem der frühere Stadtteil Rosengård aufgegangen ist. Neben seiner Fußballmannschaft ist der Verein vor allem für seine Sozialarbeit bekannt.

## Geschichte

### Malmö Boll & Idrottsförening
Im Frühjahr 1917 gründeten mehrere Jugendliche den BK Drott. Nachdem bei der Registrierung festgestellt wurde, dass es bereits einen Verein gleichen Namens gab, änderte der Klub später seinen Namen und nannte sich Malmö Boll & Idrottsförening. Der Verein bot insbesondere Fußball, Eishockey, Bandy und Handball an.
Die Fußballmannschaft des Klubs gehörte 1924 zu den Gründungsmitgliedern der inoffiziellen zweiten Liga, in der Plätze im hinteren Tabellenbereich belegt wurden. Als 1928 das Ligasystem offiziell eingeführt wurde, teilte man den Klub daher der dritten Liga zu. In der Division 3 Sydsvenska etablierte sich die Mannschaft im vorderen Ligabereich und schaffte 1932 als Staffelsieger gemeinsam mit Lunds BK den Aufstieg. Im Laufe der 1930er Jahre setzte sie sich in der zweiten Liga im vorderen Bereich fest. Als Tabellenerster der Division 2 Södra zog der Klub 1938 in die Aufstiegsrunde zur Allsvenskan ein, in der er nach zwei Niederlagen an Degerfors IF scheiterte.
1941 folgte für Malmö BI der Einbruch, als nur ein Abstiegsplatz belegt wurde. In den folgenden Spielzeiten spielte die Mannschaft um den Wiederaufstieg, der 1945 in den Aufstiegsspielen nach zwei Siegen gegen Falkenbergs FF gelang. In der zweiten Liga spielte der Klub gegen den Abstieg und belegte im ersten Jahr vor Limhamns IF und Blomstermåla IK den letzten Nicht-Abstiegsplatz. Im folgenden Jahr wurde die Mannschaft Opfer einer Ligareform und stieg gemeinsam mit Kalmar AIK, Olofströms IF, Nybro IF und Alets IK aus der Zweitklassigkeit ab, ehe 1948 der Absturz in die Viertklassigkeit folgte.
Nach dem Wiederaufstieg 1954 etablierte sich Malmö BI auf dem dritten Spielniveau. 1958 fehlte hinter Billesholms GIF als Vizemeister ein Punkt zum erneuten Aufstieg in die zweite Liga, der zwei Jahre später glückte. Dieses Mal hielt sich der Klub vier Spielzeiten in der Division 2, konnte aber direkt wieder aufsteigen. Nach dem sofortigen Wiederabstieg folgte 1970 der erneute Abstieg in die vierte Liga. In der Spielzeit 1981 meldete sich der Klub für eine Spielzeit in der dritten Liga zurück, stieg aber direkt wieder ab.
Nach dem erneuten Aufstieg Ende 1984 spielte Malmö BI zwei Spielzeiten in der dritten Liga, stürzte aber alsbald in die Sechstklassigkeit ab. Ende der 1990er gelang die Rückkehr in die viertklassige Division 3 Södra Götaland, aus der der Klub nach nur zwei Saisonsiegen Ende 2000 abstieg.

### Fusion mit Turk Anadolu FF

Logo von MABI zwischen 2001 und 2008

Am 12. März 2001 fusionierte der Klub mit dem 1972 geschaffenen Turk Anadolu FF, der bis dato lediglich unterklassig gespielt hatte, und trat fortan unter dem Namen Malmö Anadolu Boll & Idrottsförening an. MABI, so eine gebräuchliche Abkürzung des Vereinsnamens, übernahm den Spielplatz in der fünftklassigen Division 4 Skåne Södra von Malmö BI. Dem Fusionsverein gelang der dritte Platz, der zur Teilnahme an den Aufstiegsspielen zur vierten Liga berechtigte. Ein Unentschieden aus vier Spielen bedeutete jedoch den letzten Tabellenrang, so dass die direkte Rückkehr verpasst wurde.
In der folgenden Spielzeit beherrschte Malmö Anadolu BI die Liga und schaffte als Staffelsieger den Aufstieg und ein Jahr später als Meister der Division 3 Södra Götaland den direkten Durchmarsch in die Drittklassigkeit. Die Division 2 Södra Götaland erwies sich jedoch zu stark für den Aufsteiger, zusammen mit Karlskrona AIF musste der Gang in die Viertklassigkeit angetreten werden.
Als Meister der Division 3 Södra Götaland überstand Malmö Anadolu BI 2005 eine Ligareform in Schweden und qualifizierte sich für die nunmehr viertklassige Division 2 Södra Götaland. Hinter IFK Malmö gelang dem Klub 2006 die Vizemeisterschaft und ein Jahr später kehrte die Mannschaft mit nur einer Niederlage im gesamten Saisonverlauf in die dritte Liga zurück. Nach Ende der Spielzeit 2008 beschloss der Klub, sich im November einen neuen Namen zu geben und taufte sich in FC Rosengård um.

### FC Rosengård
Ende 2011 stieg die Mannschaft in die Viertklassigkeit ab, wo sie sich in den folgenden Spielzeiten zwar im vorderen Tabellenbereich platzierte, den Wiederaufstieg aber verpasste. Ende 2013 folgte die nächste Namensänderung, der Klub ergänzte seine bisherige Bezeichnung im Rahmen einer Fusion um das Gründungsjahr des BK Drott bzw. von Malmö BI und reüssiert fortan als „FC Rosengård 1917“ – der Verein schloss sich dabei mit dem vormals LdB FC Malmö genannten, wesentlich erfolgreicheren Frauenfußballverein, der den Namen FC Rosengård ohne Jahreszahl übernahm, zu einem untereinander weiter eigenständigen Allianzverein zusammen. Die beiden teilen sich seitdem auch ihren Internetauftritt. In den Jahren 2013 und 2014 belegte die Herrenmannschaft jeweils den zweiten Platz und verpasste nur knapp den Aufstieg.

## Bekannte Spieler
Einige Spieler des Vereins bzw. der Vorgängerklubs schafften den Sprung in die Allsvenskan oder in internationale erste Ligen.
- Labinot Harbuzi – der Profi in Schweden und den Niederlanden entstammt der Jugend von Malmö BI
- Zlatan Ibrahimović – der schwedische Nationalspieler entstammt der Jugend von Malmö BI
- Yksel Osmanovski – der schwedische Nationalspieler entstammt der Jugend von Malmö BI